# Alberto Spencer
Alberto Pedro Spencer Herrera (ur. 6 grudnia 1937 w Ancón, zm. 3 listopada 2006 w Cleveland), ekwadorski piłkarz, napastnik. Reprezentant dwóch krajów: Ekwadoru i Urugwaju. Także dyplomata.
Uchodzi za najwybitniejszego piłkarza w historii ekwadorskiego futbolu, jednak równie mocno jak ze swoją ojczyzną związany był z Urugwajem. Jego ojciec pochodził z Jamajki. Zaczynał w CD Everest, gdzie grał w latach 1953–1959. W 1960 podpisał kontrakt z CA Peñarol i stał się ważnym elementem znakomitego zespołu. Siedmiokrotnie zostawał mistrzem Urugwaju, trzy razy sięgał po Copa Libertadores (1960, 1961, 1966), dwukrotnie triumfował w Pucharze Interkontynentalnym (1961 i 1966). W 1971 wrócił do Ekwadoru i przez dwa sezony grał w Barcelonie.
Był jednym z najskuteczniejszych południowoamerykańskich napastników nie tylko swoich czasów. Do niego należy rekord bramek w rozgrywkach Copa Libertadores - zgromadził ich na swoim koncie 54 (48 dla Peñarolu, 6 dla Barcelony).
W 1973 na stałe zamieszkał w Montevideo. Od 1982 pełnił funkcję konsula Ekwadoru w Urugwaju. Zmarł na skutek powikłań po ataku serca w klinice w Stanach Zjednoczonych.

## Dorobek reprezentacyjny
- Reprezentacja Ekwadoru - 11 spotkań, 4 gole (1959–1972)
- Reprezentacja Urugwaju - 4 spotkania, 1 gol (1962–1964)